# Open Europese kampioenschappen powerlifting 2014
De Open Europese kampioenschappen powerlifting 2014 waren door de European Powerlifting Federation (EPF) georganiseerde kampioenschappen voor powerlifters. De 37e editie van de Europese kampioenschappen vond plaats in de Bulgaarse stad Sofia van 7 tot en met 11 mei 2014.

## Uitslagen

### Heren
| klasse  | Goud                    | Zilver               | Brons               |
| ------- | ----------------------- | -------------------- | ------------------- |
| -59 kg  | Pawel Osmialowski       | Jakub Synak          |                     |
| -66 kg  | Sergey Gladkikh         | Antti Savolainen     | Alexander Kolbin    |
| -74 kg  | Jaroslaw Olech          | Anatolii Goriachok   | Mykola Barannik     |
| -83 kg  | Kjell Egil Bakkelund    | Alexey Sorokin       | Volodymyr Sorokin   |
| -93 kg  | Evgeniy Berdnikov       | Todor Vasilev        | Andre Hentschel     |
| -105 kg | Yury Belkin             | Stian Walgermo       | Dmytro Semenenko    |
| -120 kg | Oleksiy Bychkov         | Ivaylo Hristov       | Dean Bowring        |
| +120 kg | Carl Yngvar Christensen | Hans Magne Baardtvet | Volodymyr Svistunov |

### Dames
| klasse | Goud                  | Zilver              | Brons                 |
| ------ | --------------------- | ------------------- | --------------------- |
| -47 kg | Valentina Vermenyuk   | Barbara Peti        | Catrin Resch          |
| -52 kg | Anastasiya Derevyanko | Kateryna Klymenko   | Anna Komlaeva         |
| -57 kg | Anna Ryzhkova         | Victoria Karlysheva | Mariya Chepil         |
| -63 kg | Irina Poletaeva       | Hege Berge          | Vira Boboshko         |
| -72 kg | Marte Elverum         | Ankie Timmers       | Svetlana Tsvetkova    |
| -84 kg | Olena Kozlova         | Heidi Hille Arnesen | Nadezhda Sindikas     |
| +84 kg | Hildeborg Hugdal      | Inna Orobets        | Brenda van der Meulen |